# Striatoppia opuntiseta
Striatoppia opuntiseta är en kvalsterart som beskrevs av Balogh och Sandór Mahunka 1968. Striatoppia opuntiseta ingår i släktet Striatoppia och familjen Oppiidae. Inga underarter finns listade i Catalogue of Life.